# Liparochrus septemdecimlineatus
Liparochrus septemdecimlineatus är en skalbaggsart som beskrevs av Rudolph Petrovitz 1968. Liparochrus septemdecimlineatus ingår i släktet Liparochrus och familjen Hybosoridae. Inga underarter finns listade i Catalogue of Life.